# Cinco Villas
Cinco Villas (in aragonese: Zinco Billas) è una delle 33 comarche dell'Aragona, con una popolazione di 32 669 abitanti; suo capoluogo è Ejea de los Caballeros.
Amministrativamente fa parte della provincia di Saragozza, che comprende 17 comarche.

## Mappa

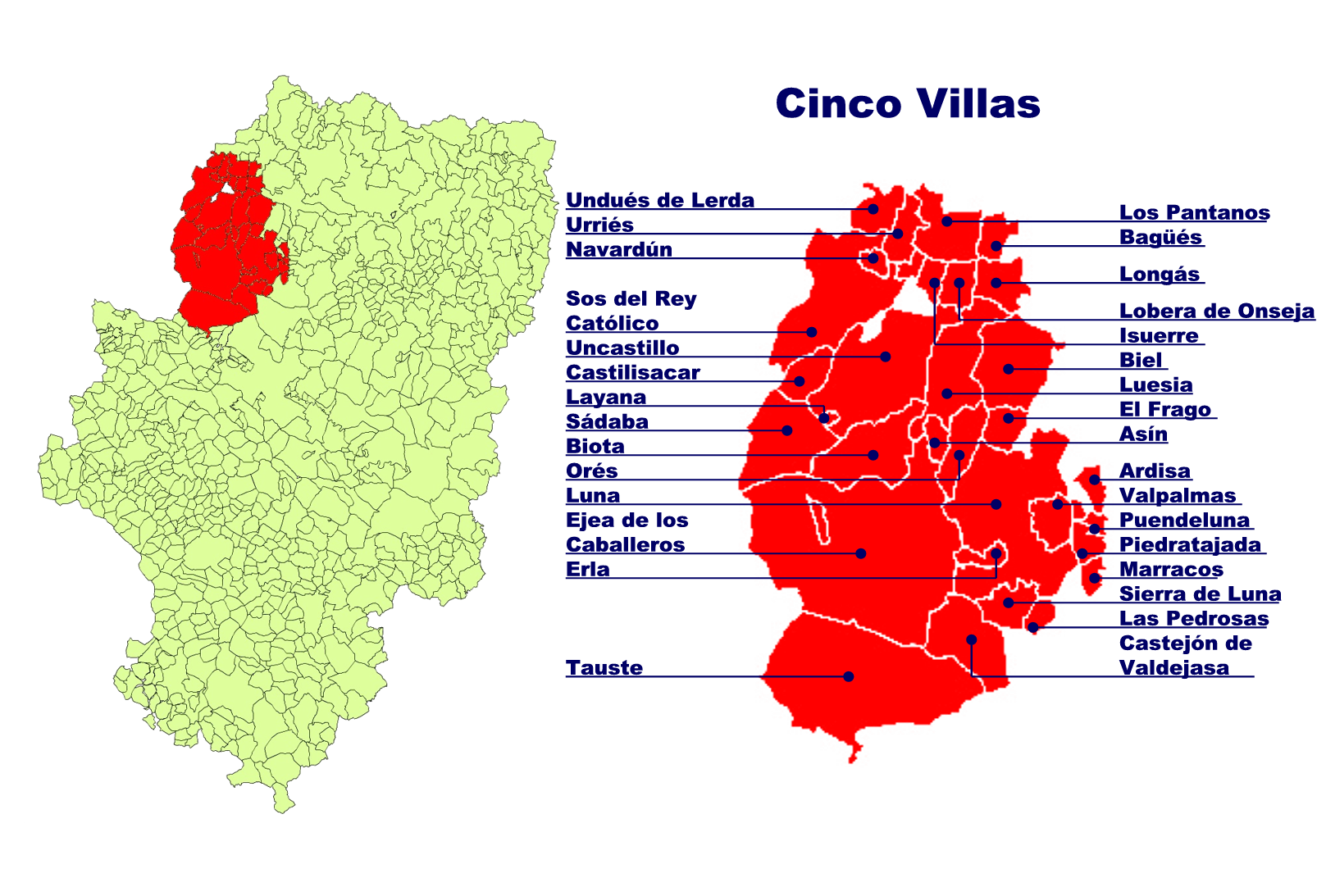
Collocazione dei municipi nella comarca

## Municipi
| Nº | Municipio              | Estensione (km²) | % del totale | Abitanti (2007) | % del totale | Altitudine (metri) | Pedanías                                                                                         |
| -- | ---------------------- | ---------------- | ------------ | --------------- | ------------ | ------------------ | ------------------------------------------------------------------------------------------------ |
| 1  | Ardisa                 | 27               | 0,89         | 86              | 0,26         | 433                | Casas de Espes.                                                                                  |
| 2  | Asín                   | 18               | 0,59         | 111             | 0,34         | 584                |                                                                                                  |
| 3  | Bagüés                 | 30               | 0,98         | 33              | 0,01         | 890                |                                                                                                  |
| 4  | Biel                   | 130              | 4,27         | 221             | 0,67         | 785                | Fuencalderas.                                                                                    |
| 5  | Biota                  | 128              | 4,2          | 1.135           | 3,42         | 485                | Malpica de Arba.                                                                                 |
| 6  | Castejón de Valdejasa  | 110              | 3,61         | 289             | 0,87         | 521                |                                                                                                  |
| 7  | Castiliscar            | 40               | 1,31         | 360             | 1,84         | 493                |                                                                                                  |
| 8  | Ejea de los Caballeros | 609              | 20           | 16.935          | 51,02        | 320                | Bardena Del Caudillo, El Bayo, El Sabinar, Farasdues, Pinsoro, Rivas, Santa Anastasia, Valareña. |
| 9  | Erla                   | 19               | 0,62         | 434             | 1,31         | 425                |                                                                                                  |
| 10 | El Frago               | 33               | 1,86         | 115             | 0,35         | 629                |                                                                                                  |
| 11 | Isuerre                | 20               | 0,66         | 45              | 0,14         | 661                |                                                                                                  |
| 12 | Las Pedrosas           | 18               | 0,59         | 106             | 0,32         | 475                |                                                                                                  |
| 13 | Layana                 | 3                | 0,1          | 116             | 0,35         | 486                |                                                                                                  |
| 14 | Lobera de Onsella      | 32               | 1,05         | 59              | 0,18         | 672                |                                                                                                  |
| 15 | Longás                 | 49               | 1,61         | 43              | 0,13         | 840                |                                                                                                  |
| 16 | Los Pintanos           | 79               | 2,59         | 43              | 0,13         | 809                | Undués Pintano.                                                                                  |
| 17 | Luesia                 | 126              | 4,13         | 416             | 1,25         | 810                |                                                                                                  |
| 18 | Luna                   | 308              | 10,11        | 855             | 2,58         | 477                | Lacorvilla.                                                                                      |
| 19 | Marracos               | 17               | 0,56         | 114             | 0,34         | 688                |                                                                                                  |
| 20 | Navardún               | 24               | 0,79         | 44              | 0,13         | 526                | Gordues, Gordun                                                                                  |
| 21 | Orés                   | 54               | 1,77         | 106             | 0,32         | 647                |                                                                                                  |
| 22 | Piedratajada           | 22               | 0,72         | 167             | 0,50         | 423                |                                                                                                  |
| 23 | Puendeluna             | 9                | 0,29         | 60              | 0,18         | 430                |                                                                                                  |
| 24 | Sádaba                 | 129              | 4,23         | 1.692           | 5,01         | 454                | Alera.                                                                                           |
| 25 | Sierra de Luna         | 43               | 1,41         | 309             | 0,93         | 401                |                                                                                                  |
| 26 | Sos del Rey Católico   | 216              | 7,09         | 712             | 2,14         | 652                | Barués, Campo Real, Mamillas, Sofuentes.                                                         |
| 27 | Tauste                 | 405              | 13,29        | 7.489           | 22,51        | 270                | Sancho Abarca, Santa Engracia.                                                                   |
| 28 | Uncastillo             | 230              | 7,55         | 819             | 2,47         | 601                |                                                                                                  |
| 29 | Undués de Lerda        | 43               | 1,41         | 64              | 0,19         | 633                |                                                                                                  |
| 30 | Urriés                 | 37               | 1,21         | 47              | 0,14         | 557                |                                                                                                  |
| 31 | Valpalmas              | 39               | 1,28         | 166             | 0,50         | 493                |                                                                                                  |
| #  | Cinco Villas           | 3.047            |              | 33.196          |              |                    |                                                                                                  |